# Slang (släkt)
Slang var en svensk numera utdöd adelsätt med ursprung i Åbo län i nuvarande landskapet Egentliga Finland i Finland. 
Ättens äldste kände medlem var, enligt Gabriel Anrep, en Håkan Tidemansson, herre till Wiurila och Balkis i dåvarande Åbo län omkring 1500. Dennes sonsons son, ståthållaren på Nöteborg Claës Ericsson Slang (död före 1647) introducerades 1625 på det nyinrättade Riddarhuset med ättenummer 106. Ätten slöts dock på svärdssidan redan med dennes son, generalmajoren Eric Claësson Slang, vilken stupade ogift och barnlös i trettioåriga kriget 1642. 

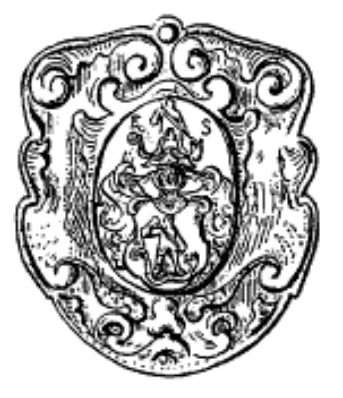
Äldre vapenbild för släkten Slang (nr 106), vilken användes även av Per Eriksson i Pojoby (Muurlasläkten).

Enligt Jully Ramsay fick släkten med säteriet Wiurila i Halikko socken sitt första vapen, en fransk lilja. Detta vapens första bärare i Finland var antagligen Håkan Tidemanssons svärmors far Måns Johansson som ägde Wiurila säteri. Denna vapenbild byttes under 1500-talets senare hälft mot en bild av S:t Mikael med ormen (= Schlange) av vilken släkten tog sitt  namn. När släkten introducerades på riddarhuset tog man åter en ny vapenbild, med en arm som i handen håller en fältherrestav.  Fortfarande enligt Jully Ramsay förde även Muurlasläkten den slangska vapenbilden med S:t Mikael. Släktforskaren Holger Lund framkastar hypotesen, att Slang fått sin vapenbild från Muurlasläkten. Hypotesen har senare motsagts, och forskningsläget i denna fråga är milt uttryckt svårgenomträngligt.